# Lapidarium der verschwundenen Orte im Duppauer Gebirge

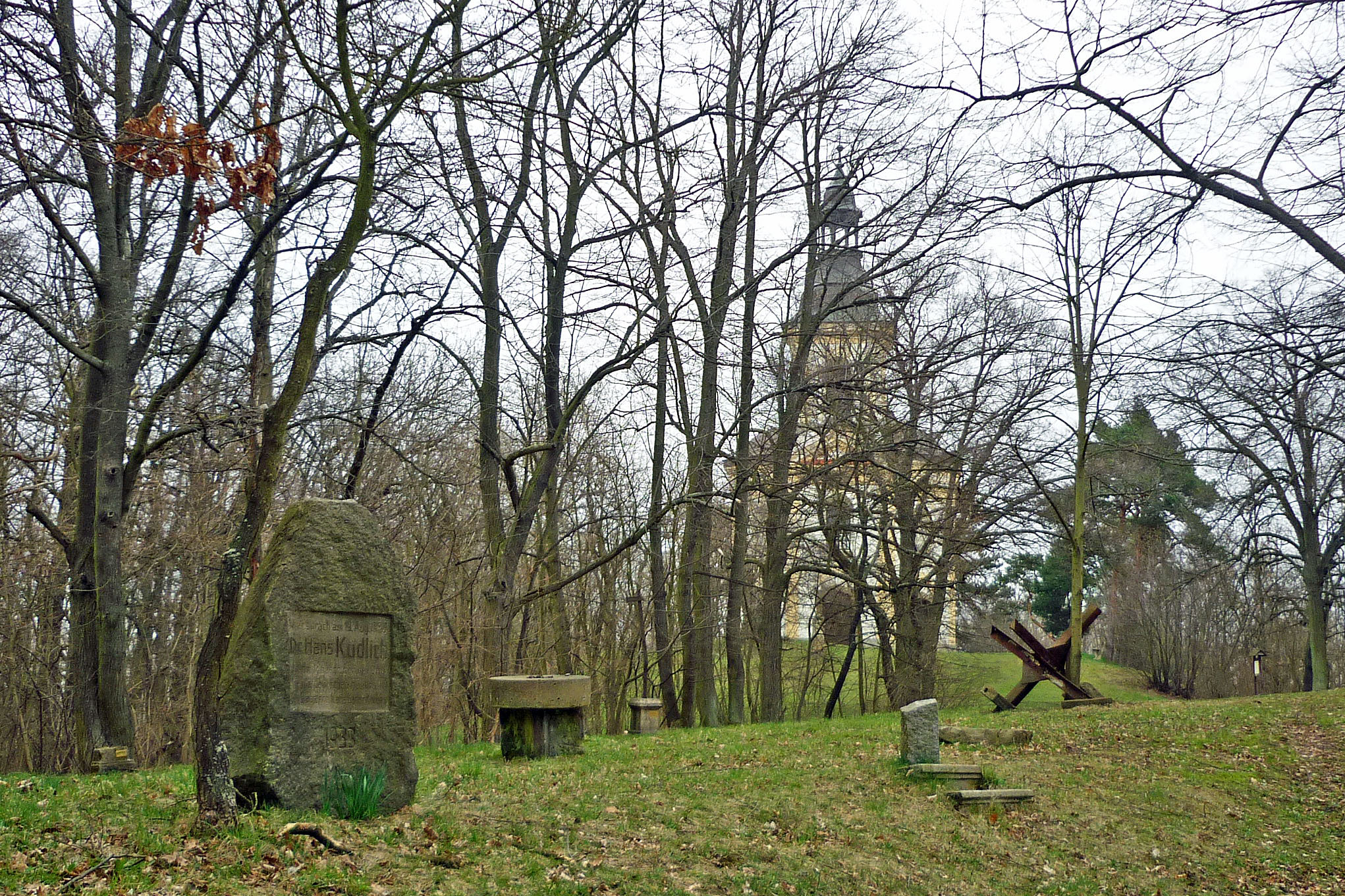
Lapidarium auf dem Winteritzer Kapellenberg

Das Lapidarium der verschwundenen Orte im Duppauer Gebirge befindet sich seit 2003 auf dem Winteritzer Kapellenberg (Vintířovský vrch) oberhalb des Dorfes Vintířov (Winteritz), Ortsteil von Radonice (Radonitz) im Okres Chomutov (Kreis Komotau).
Die Aufstellung der Artefakte und steinernen Überreste der heute nicht mehr existierenden Siedlungen erfolgte durch den „Verein der Freunde historischer Baudenkmäler Radonice–Vintířov“ („Klub přátel historických památek Radonice-Vintířov“).
Der erste hier im März 2003 wieder aufgestellte Stein war der Kudlich-Gedenkstein, der im Jahr 1933 neben der Kudlich-Warte auf dem Legerberg (776 m, Složiště) im Duppauer Gebirge errichtet wurde, wo Hans Kudlich im Jahre 1888 vor den Bauern aus den Bezirken Saaz und Karlsbad gesprochen hatte.
Mehr als 70 der einstigen Gemeinden und Siedlungen im Duppauer Gebirge wurden in den Jahren 1953/55 durch die Errichtung des Militärbezirks Truppenübungsplatz Hradiště zerstört.

## Steinerne Zeugen der einstigen Orte
Zurzeit befinden sich im Lapidarium steinerne Zeugen aus den folgenden ehemaligen Orten:
- Březina (Pirk), 14. Jh. bis 1953
- Dlouhá (Langgrün), 14. Jh. bis 1953
- Dlouhý Luh (Langenau)
- Donín (Dohnau), 1460 bis 1953
- Doupov (Duppau), 1291 bis 1954
- Doupovské Mezilesí (Olitzhaus)
- Heřmanov (Hermersdorf), 1544 bis 1953
- Hluboká (Tiefenbach), 1196 bis 1953
- Holetice (Holeditz), 14. Jh. bis 1953
- Hora (Horn), 1542 bis 1953
- Horní Lomnice (Ober Lomitz), ? bis 1953
- Hradiště (Höfen), 16. Jh. bis 1953
- Hrzín (Grün), 1337 bis 1953
- Humnice (Humnitz), 1443 bis 1953
- Hůrka (Horkau)
- Jindřichov (Heinersdorf), 1460 bis 1954
- Jírov (Jurau)
- Kottershof (Kottershof), um 1545 bis 1953
- Kozlov (Koslau), 1398 bis 1953
- Litoltov (Liesen)
- Malá Lesná (Klein Spinnelsdorf), 1460 bis 1954
- Maleš (Molischen), 1196 bis 1954
- Martinov (Merzdorf), 1460 bis 1953
- Mlýnská (Mühldorf)
- Obrovice (Wobern), 1318 bis 1954
- Oleška (Oleschau), 1196 bis 1953
- Olšenice (Oelschnitz)
- Ostré (Westrun), 1488 bis 1954
- Pastviny (Weiden)
- Petrov (Petersdorf)
- Radnice (Redenitz), 1261 bis 1954
- Ratiboř (Rodbern), 1406 bis 1954
- Růžová (Rosengarten), 1544 bis 1954
- Sedlec (Zettliz), 1420 bis 1954
- Telcov (Teltsch), 1394 bis 1953
- Těš (Tesch), 1784 bis 1953
- Tocov (Totzau), 1369 bis 1953 (Kudlich-Gedenkstein)
- Tunkov (Tunkau), 1196 bis 1953
- Tureč (Turtsch), 1196 bis 1953
- Velká Lesná (Gross Spinnelsdorf), 1460 bis 1954
- Víska (Dörfles)
- Zakšov (Sachsengrün), 1355 bis 1953
- Žďár (Saar), 1295 bis 1954
- Žebletín (Sebeltitz), 1193 bis 1953
- Zvoníčkov (Männelsdorf), 1460 bis 1963

## Bildergalerie

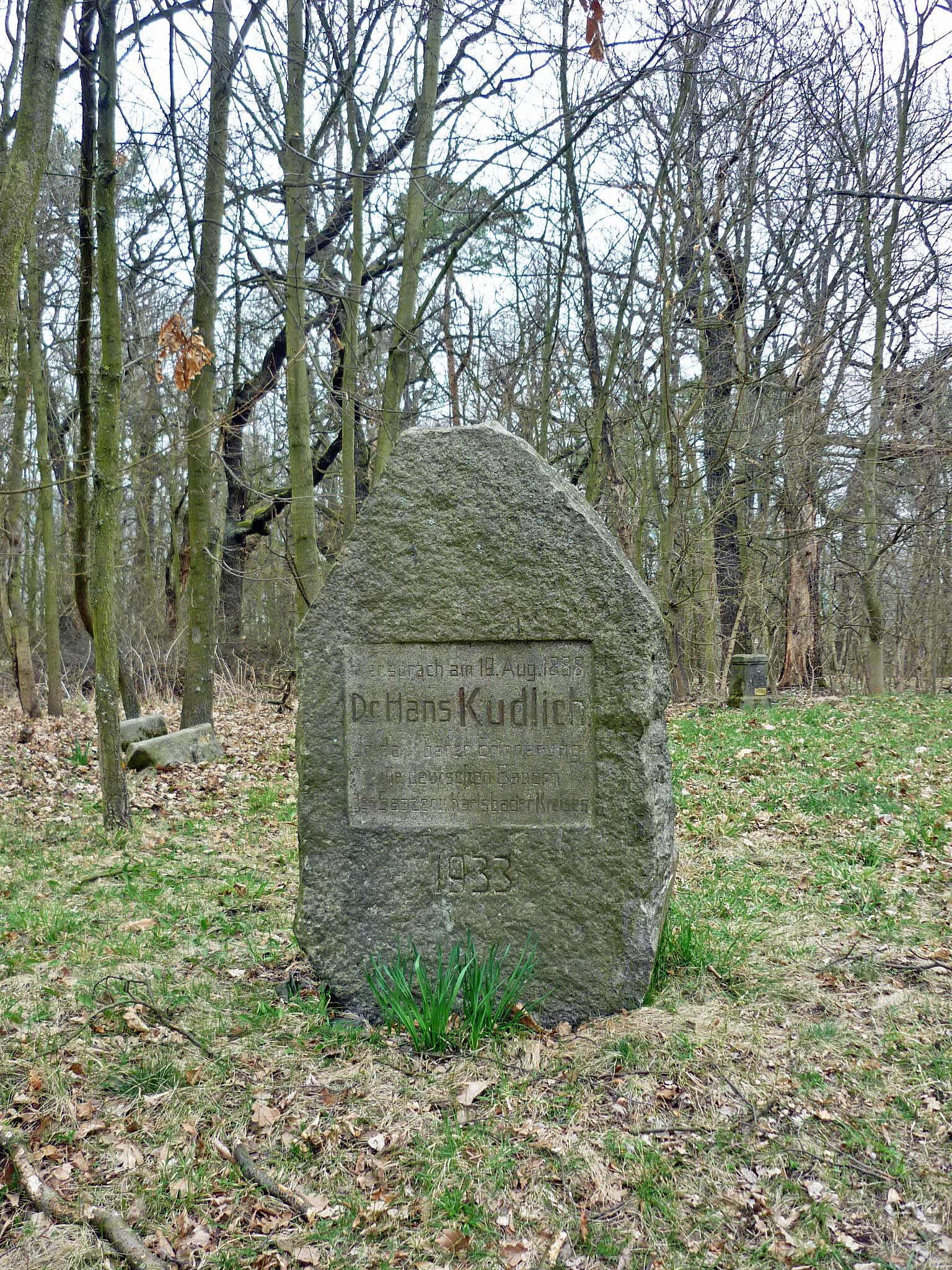
Kudlich-Gedenkstein auf dem Winteritzer Kapellenberg
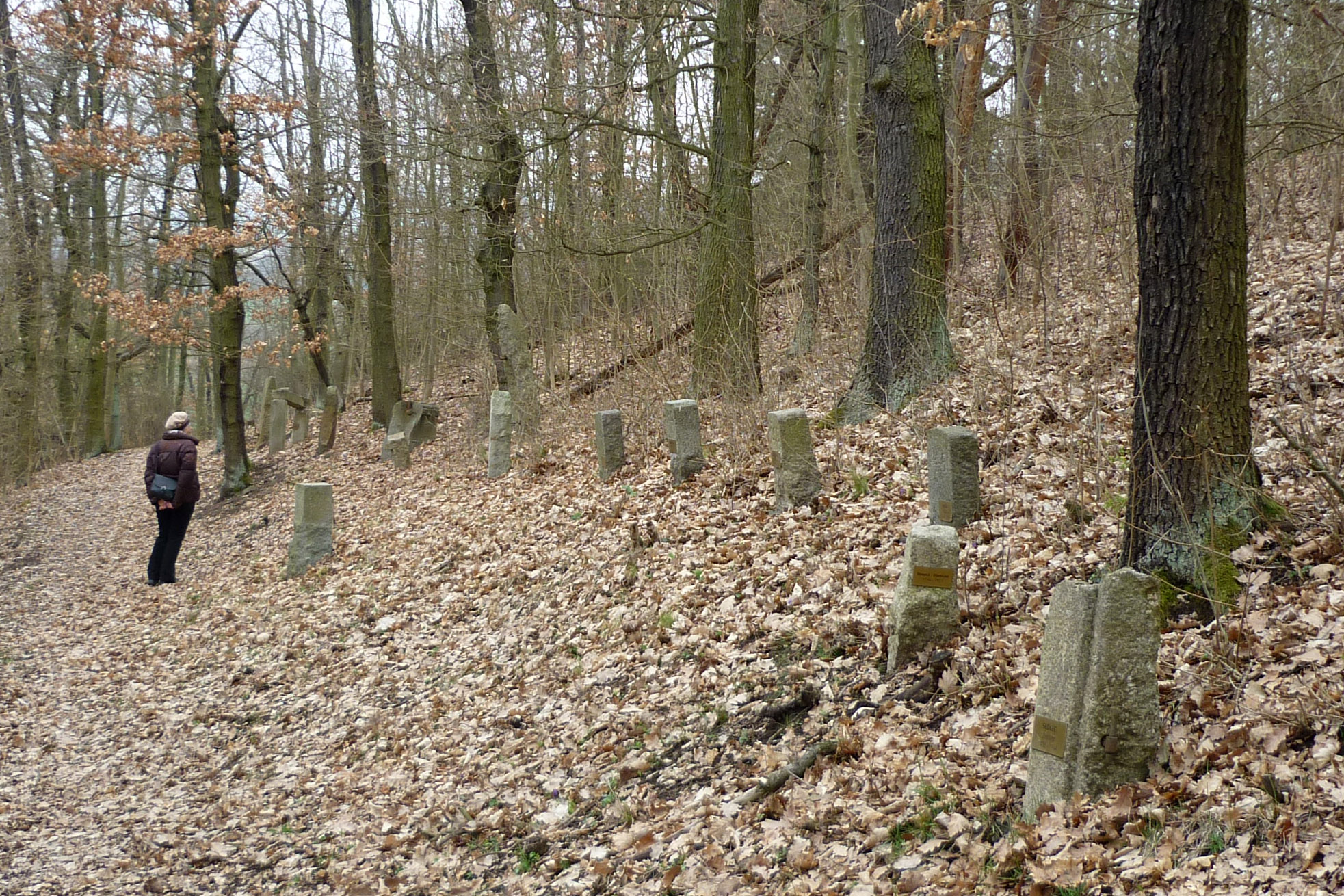
Lapidarium auf dem Winteritzer Kapellenberg
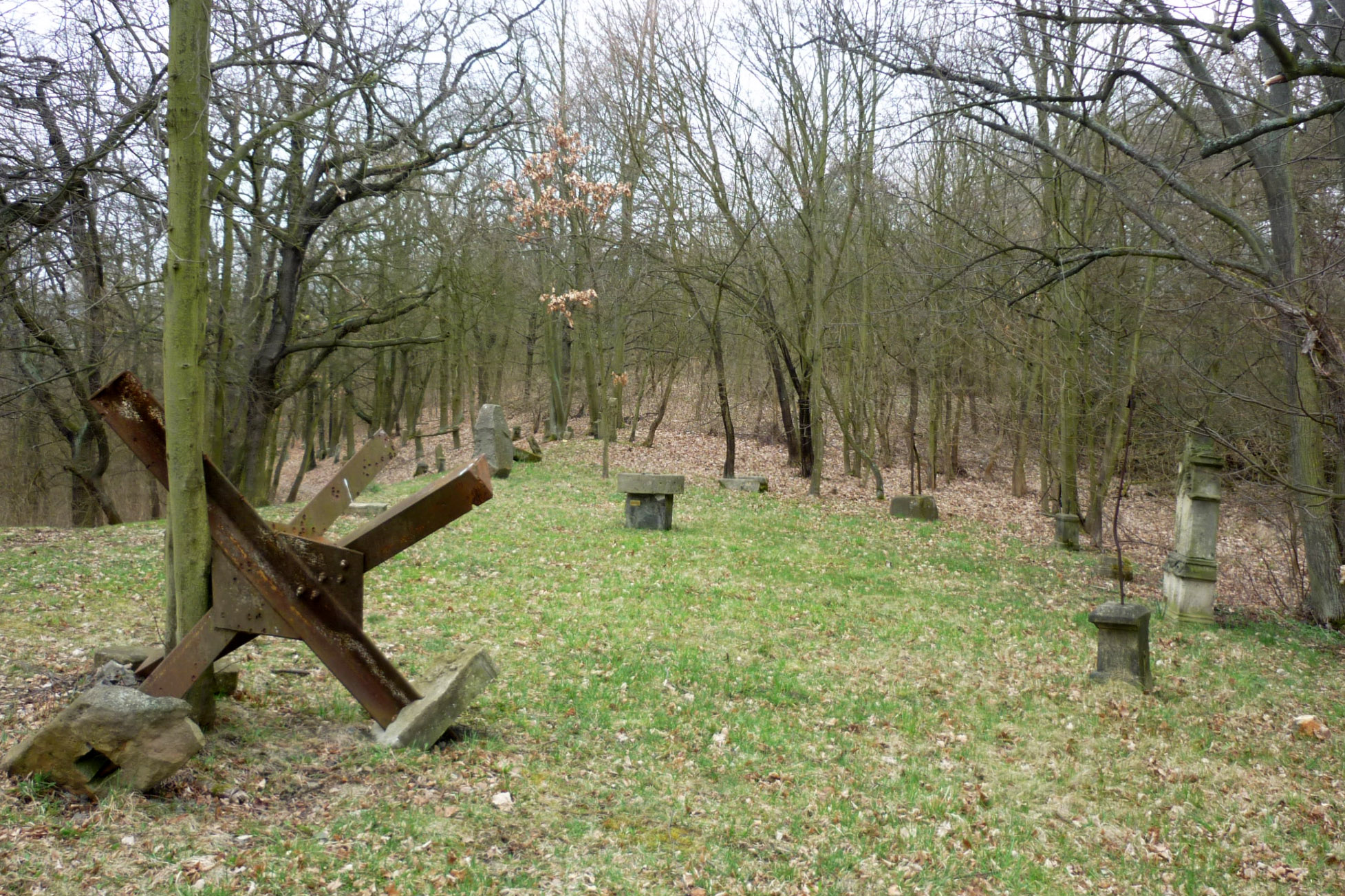
Lapidarium auf dem Winteritzer Kapellenberg
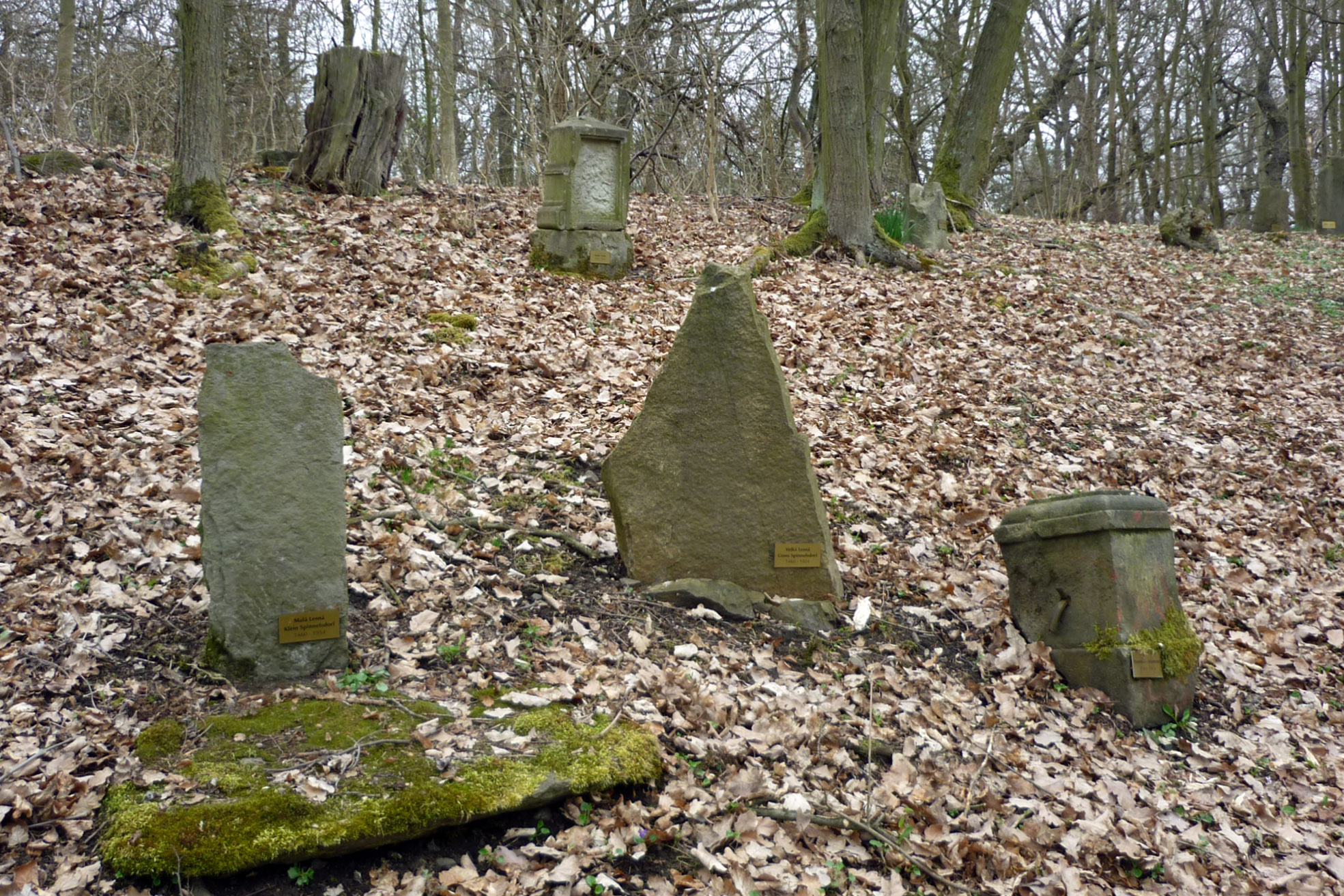
Artefakte aus Grün, Klein und Groß Spinnelsdorf und Humnitz
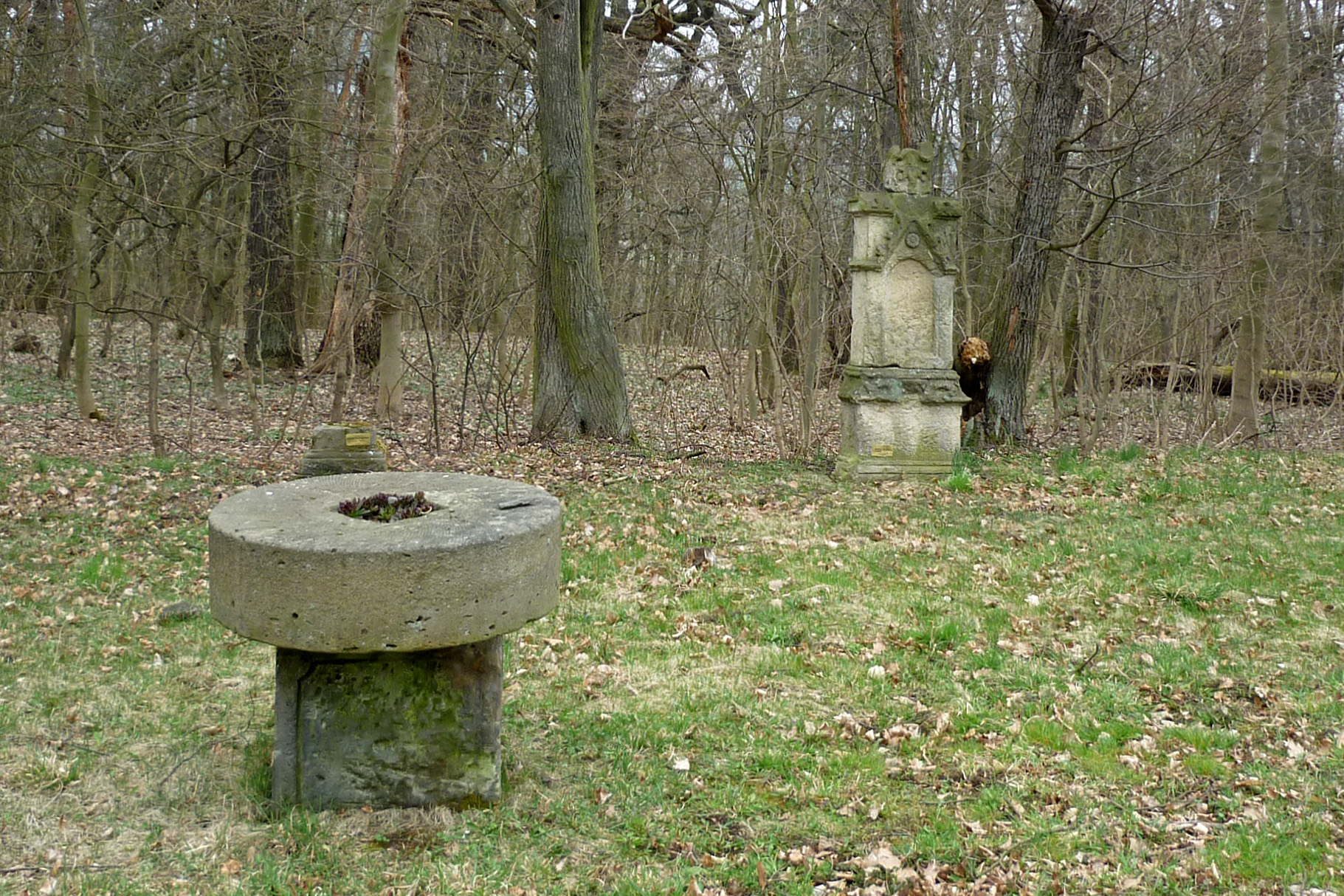
Mühlstein einer Duppauer Mühle und Bildstock aus Koslau
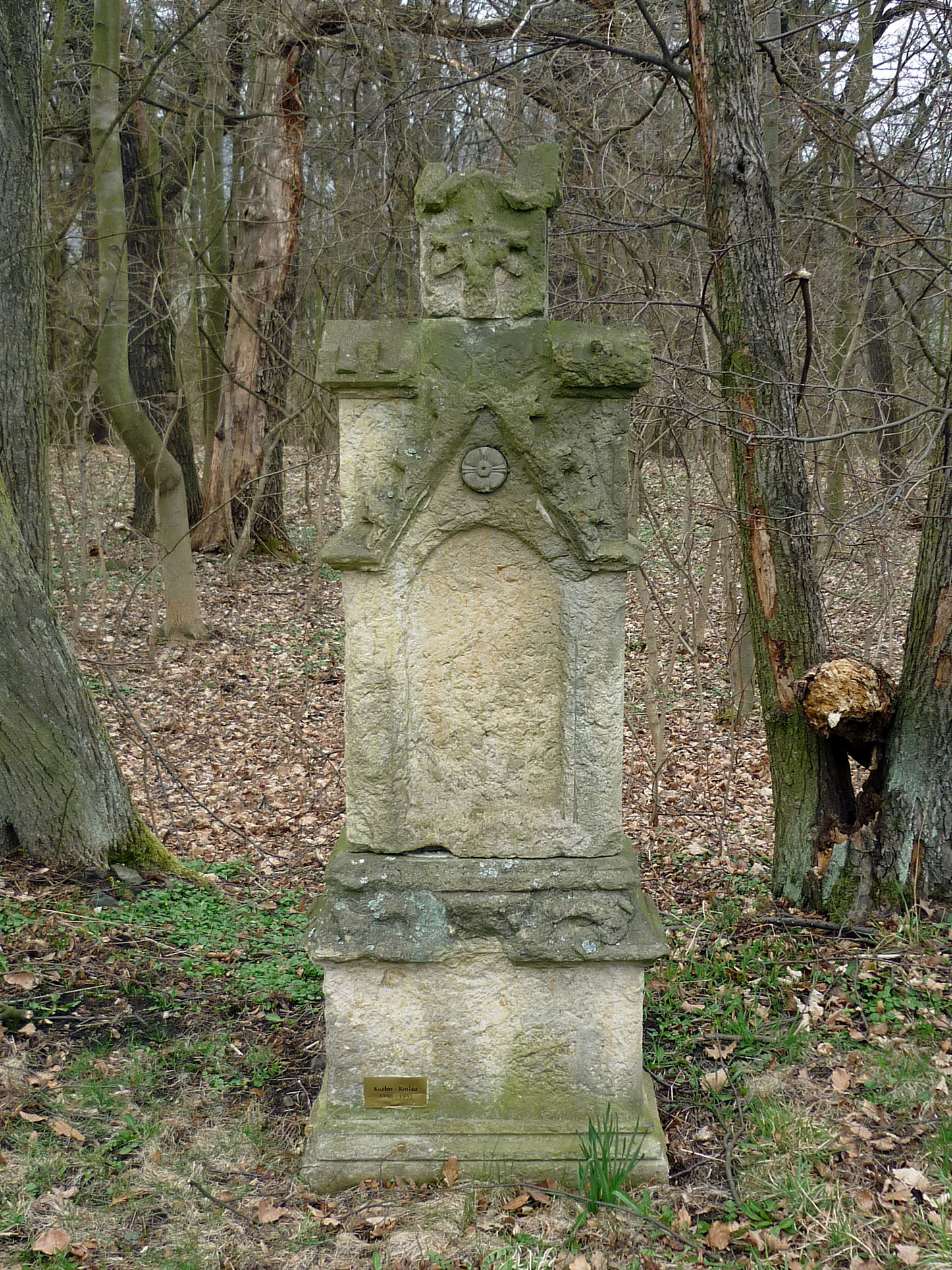
Bildstock aus Koslau
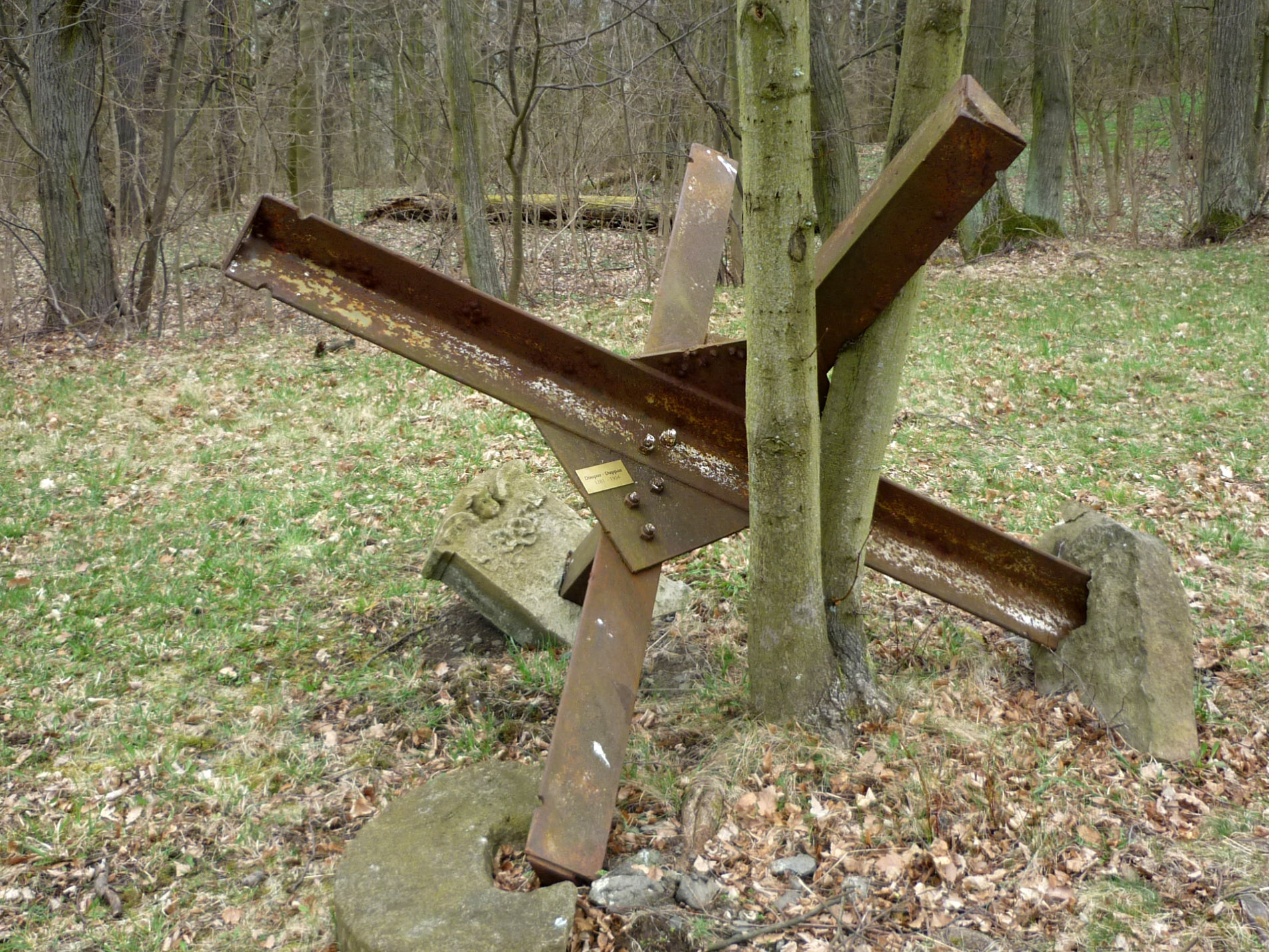
Artefakt aus Duppau
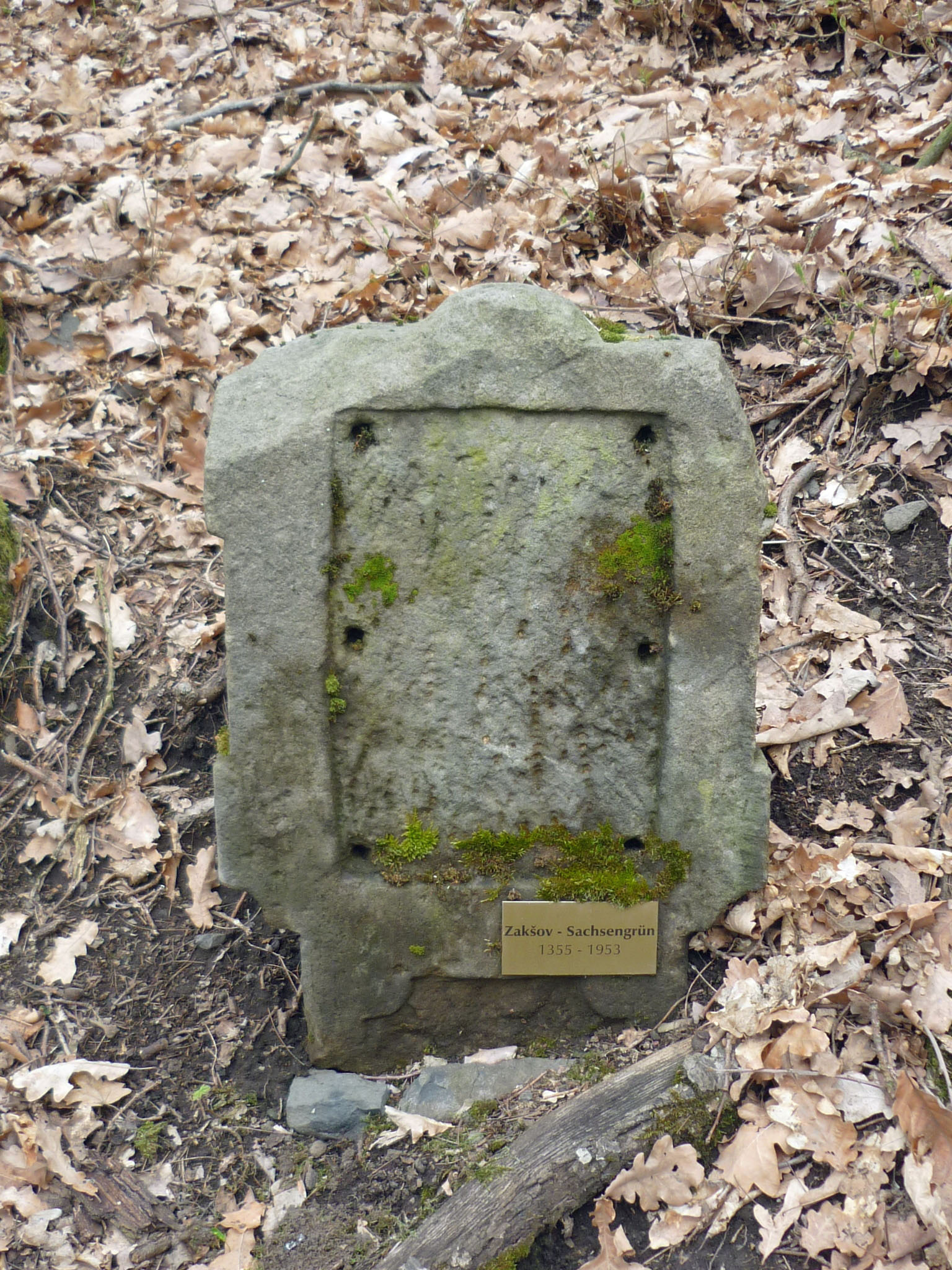
Bildstock aus Sachsengrün

## Wallfahrtskapelle

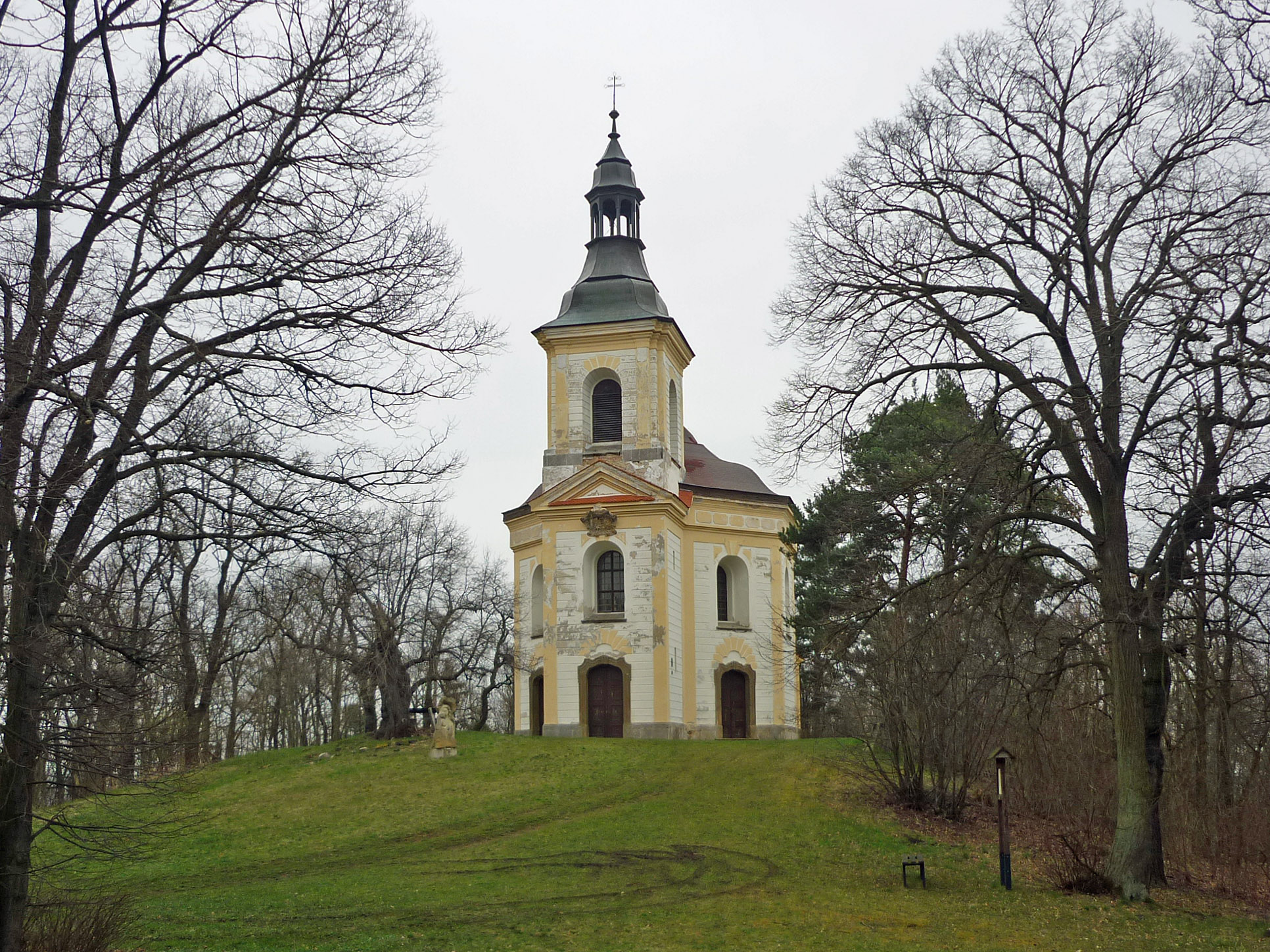
Wallfahrtskapelle auf dem Winteritzer Berg

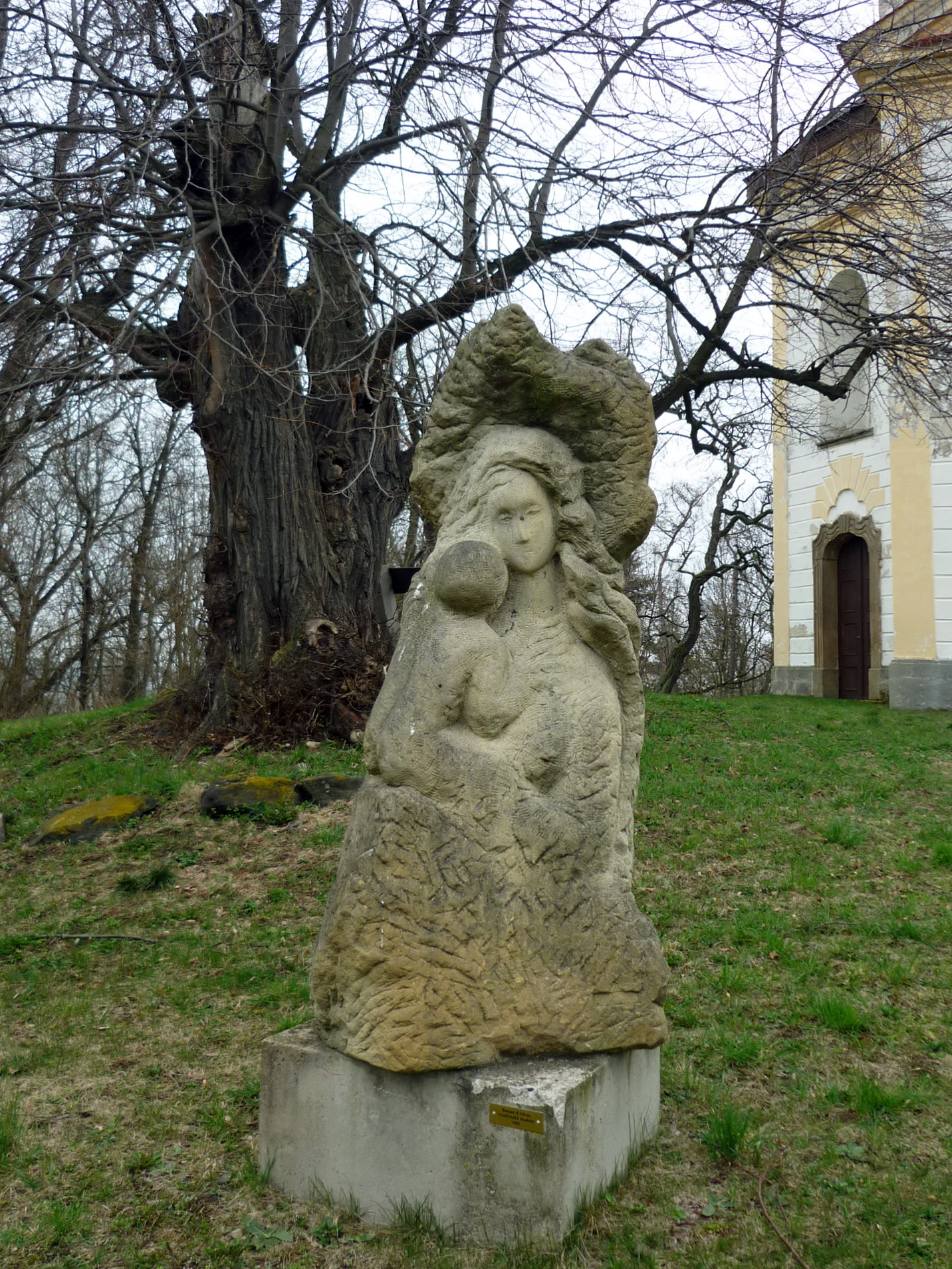
Skulptur der Winteritzer Madonna

Die Mariahilf-Wallfahrtskapelle auf dem Winteritzer Kapellenberg (385 m) wird seit 2003 wieder genutzt.
In jedem Jahr finden zu Mariä Heimsuchung bzw. am 1. Sonntag im Juli wieder Wallfahrten statt.

### Geschichte
Im Jahre 1685 begann der Bau einer Kapelle unter Graf Jan Anton Losy von Losinthal (1600–1682), die 1725–27 in eine Barockkapelle umgewandelt und 1785 nach einem Brand neu errichtet wurde. Im Jahre 1786 musste die Kapelle infolge der Josephinischen Reformen geschlossen werden, das Gebäude verfiel innerhalb der nächsten 40 Jahre.
Im Jahr 1825 erfolgte unter Fürst Alfred I. zu Windisch-Graetz der Umbau zu einem Sommerschloss (Lustschloss), 1833 wurde die Kapelle erneuert und die Winteritzer Wallfahrten wurden wieder aufgenommen. Die letzte Wallfahrt fand 1960 statt, danach Verfall der Anlage bis zur Renovierung der Wallfahrtskapelle von 1993 bis 2003.

## Bildhauer-Pleinair
Im Rahmen eines Bildhauer-Pleinairs im Jahre 2001 („Plenér Vintířov 2001“) wurden von verschiedenen Künstlern große Sandstein-Skulpturen geschaffen, die am Weg zur Kapelle (ehemaliger Kreuzweg) aufgestellt sind. Daran beteiligt waren u. a. Ulrich Eißner, Roman Skřelina und Šárka Bečvářová. Vor der Kapelle steht die Winteritzer Madonna (Vintířovská Madona) von Roman Skřelina aus dem Jahr 2001.